# Palazzo dell'Esposizione (Catania)
Il palazzo dell'Esposizione è stato un edificio di Catania costruito in occasione dell'Esposizione Agricola Siciliana del 1907, in uno stile architettonico tipico dell'eclettismo-liberty catanese, ma anche gotico-orientaleggiante e neo-moresco. Il palazzo si trovava in piazza d'Armi (l'odierna piazza Giovanni Verga) ed era stato progettato dall'ingegnere Luciano Franco (1868-1943).
Tutte le strutture realizzate durante l'Expo vennero distrutte a partire dal 1º dicembre 1907, ma il palazzo dell'Esposizione fu demolito nel 1911.
Nel 1937, sul lato nord della piazza, che ormai era stata ribattezzata piazza Esposizione, avranno inizio i lavori di costruzione del maestoso Palazzo di Giustizia, che termineranno nel 1953, con una pausa dovuta alla seconda guerra mondiale durata dal 1940 al 1948.

## Voci correlate

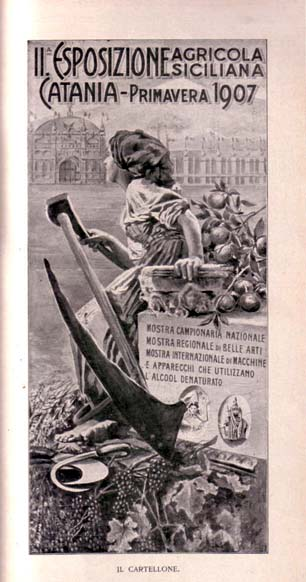
Manifesto dell'Esposizione